# Amphipoea obsoleta
Amphipoea obsoleta là một loài bướm đêm trong họ Noctuidae.